# Čantavir
Čantavir (húngaro: Csantavér; serbocroata cirílico: Чантавир) es un pueblo de Serbia, constituido administrativamente como una pedanía de la ciudad de Subotica en el distrito de Bačka del Norte de la provincia autónoma de Voivodina.
En 2011 tenía 6951 habitantes. Casi toda la población está formada por magiares, quienes conviven con una pequeña minoría de gitanos.
Se conoce la existencia de la localidad desde 1462, cuando se menciona con el nombre de Chontafeyer como un señorío creado para Isabel Szilágyi por su hijo, el rey húngaro Matías Corvino. En los siglos XVI y XVII, la localidad se despobló progresivamente como consecuencia de la ocupación otomana. Cuando en 1779 Subotica obtuvo el estatus de "ciudad real libre" en el reino de Hungría, se impuso a la ciudad la obligación de repoblar sus pusztas, incluyendo la de Csantavér, que fue repoblado en 1783. Desde esta última repoblación, la localidad ha estado siempre habitada casi exclusivamente por magiares.
Se ubica unos 15 km al sur de Subotica, junto a la carretera A1 que lleva a Novi Sad.